# Ivy Dumont
Dame Ivy Leona Dumont DCMG (* 2. Oktober 1930 in Roses, Long Island) ist eine ehemalige Generalgouverneurin der Bahamas. Sie übernahm am 1. Januar 2002 (kommissarisch am 13. November 2001) als erste Frau dieses Amt und hatte es bis zum 30. November 2005 inne.
Davor war sie zeitweise Mitglied des Versammlungshauses (House of Assembly) sowie Ministerin für Bildung und Jugend, Sport und Kultur.